# Zingel streber
Zingel streber là một loài cá trong họ Percidae. Loài này được tìm thấy ở Áo, Bosna và Hercegovina, Bulgaria, Croatia, Cộng hòa Séc, Đức, Hy Lạp, Hungary, Ý, Moldova, Serbia và Montenegro, Slovakia, Slovenia, Thụy Sĩ, và Ukraina. Chúng được Siebold phân loại vào năm 1863.
Chiều dài của nó thường là 12–18 cm, hiếm khi lên đến 22 cm. Thân cá có màu đất sét màu nâu vàng, bụng màu sáng. Đôi mắt hướng lên trên. Các vây có màu vàng.

## Hình ảnh

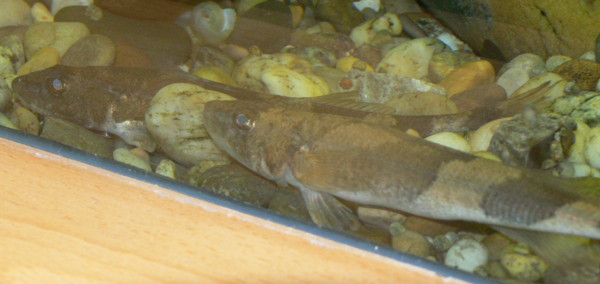